# Pierre de La Gorce
Pour les articles homonymes, voir De La Gorce.
Pierre de La Gorce (29 juin 1846 à Vannes - 2 janvier 1934 à Paris) est un magistrat, un avocat et un historien français, membre de l'Académie française.

## Biographie
Pierre de La Gorce est né dans une famille d'ancienne bourgeoisie originaire de Flandre, issue de Jean-Étienne de La Gorce (1711-1800), bourgeois de Maubeuge, (Nord). 
Son père était un soldat de la Restauration et de la monarchie de Juillet[réf. nécessaire]. Fils de Charles de La Gorce (1801-1874) et de Clémentine Adrienne Jeanne de Fourcheut de Montrond (1812-1848). Orphelin de mère en bas âge, il est confié à une tante à Maubeuge. Il est le grand-père de Paul-Marie de La Gorce (1928-2004), journaliste, écrivain et historien.
Il fait ses études secondaires dans un collège religieux de Douai, puis s'oriente vers la magistrature sous l'influence de son père et obtient son doctorat en droit en 1870. D'abord juge suppléant, puis substitut, il est successivement en poste à Rocroi, à Montreuil, à Béthune et à Saint-Omer.
En 1880, il démissionne car sa conscience catholique lui interdit de participer à l’application des décrets-lois sur les congrégations voulus par Jules Ferry.
Il se consacre alors à l'Histoire et rédige de nombreux ouvrages de grande ampleur.
Il reçoit le grand prix Gobert de l'Académie française en 1900.
Pierre de la Gorce est élu à l’Académie des sciences morales et politiques en 1907, puis à l’Académie française le 12 février 1914, le même jour qu'Alfred Capus et Henri Bergson. Il l'emporte sur Camille Jullian par 16 voix contre 9 et occupe le fauteuil de Paul Thureau-Dangin. C'est Henri de Régnier qui le reçoit sous la coupole le 25 janvier 1917. Lui-même recevra André Chevrillon en 1921.
Il meurt le 2 janvier 1934 et Maurice de Broglie lui succède à l'Académie française. Pierre de la Gorce a été veuf trois fois, sa dernière épouse étant morte en 1922. 
Il s'est marié en 1876, avec Isabelle Delelis (1853-1879) avec qui il a eu 2 enfants, dont André de La Gorce (1878-1967). Il épouse en secondes noces, Valentine Nys (1859-1884) avec qui il a Paul de La Gorce (1884-1959). Enfin, en 1892, il épouse Marie Mailhard de La Couture (1845-1922) avec qui il a Agnès de La Gorce (1895-1976).

## Distinctions
- Officier de la Légion d'honneur (28 décembre 1933)[2]

## Principaux ouvrages
- Histoire de la Seconde République française (2 volumes, 1886)
- Histoire du Second Empire (7 volumes, 1894-1906), prix Alfred-Née de l’Académie française en 1895
- Histoire religieuse de la Révolution française (5 volumes, 1909-23) Texte en ligne :
- À travers la France chrétienne, études et portraits (1920)
- La Restauration : Louis XVIIl (1926)
- La Restauration : Charles X (1928)
- Louis-Philippe (1830-1848) (1931)
- Napoléon III et sa politique (1933)
- Martyrs et Apostats sous la Terreur (1793-1794) (1934)
- La conquête de l'Algérie  (1934 - Flammarion)
- Au temps du Second Empire (1935)